# Arkadiusz Pilarz
Arkadiusz Pilarz (* 1940; † 7. August 1995 in Kraków) war ein polnischer Dokumentarfilmregisseur.
Von 1968 bis 1995 arbeitete er im TVP-Funkhaus in Warschau als Journalist.

## Filmografie (Auswahl)
- 1970: Füße der Erde (Stopy ziemi, Kraków)